# المسيد (السوم)

تعديل مصدري - تعديل

المسيد هي إحدى قرى عزلة السوم بمديرية السوم التابعة لمحافظة حضرموت، بلغ تعداد سكانها 67 نسمة حسب تعداد اليمن لعام 2004.